# Décès en 1354
Décès
- 1350
- 1351
- 1352
- 1353
- 1354
- 1355
- 1356
- 1357
- 1358

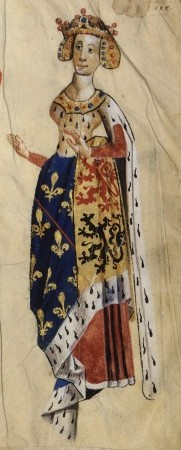
Marie d'Avesnes, morte en 1354.

Cette page dresse une liste de personnalités mortes au cours de l'année 1354 :
- 8 janvier : Charles de la Cerda (Charles d'Espagne), connétable de France et comte d’Angoulême.
- 21 juin : Baudouin de Luxembourg, prince-évêque de Trèves.
- 28 juin : Bernard IV d'Anhalt-Bernbourg, prince d'Anhalt-Bernbourg.
- 9 août : Étienne de Slavonie, prince de la branche hongroise de la maison capétienne d'Anjou.
- 7 septembre : Andrea Dandolo, 54e doge de Venise et chroniqueur.
- octobre : Yusuf Ier de Grenade, ou Abû al-Hajjâj an-Nyyar al-mu'wîd bi-llah Yûsuf Ier ben Ismâ`îl, septième émir arabe nasride de Grenade.
- 5 octobre : Giovanni Visconti[1], noble italien , co-seigneur, puis seigneur en titre de Milan.
- 8 octobre : Cola di Rienzo, homme d'État de l'Italie.

- Raoul Caours, chevalier et capitaine au service des rois de France et d'Angleterre.
- Pandolfo Capocci, cardinal italien.
- Marie d'Avesnes, duchesse consort de Bourbon
- João Afonso de Albuquerque, noble portugais.
- Nicolas IV de Mecklembourg-Werle-Goldberg, prince de Werle-Goldberg.
- Bouchard VI de Vendôme, comte de Vendôme, seigneur de Castres de la Maison de Montoire.
- Henri II de Villars, évêque de Viviers, de Valence puis primat des Gaules et gouverneur du Dauphiné.
- Fregnano della Scala, noble italien.
- Huang Gongwang, peintre chinois.
- Fra' Moriale, mercenaire français et condottiere actif en Italie.
- Konoe Mototsugu, régent kampaku.
- Richard Swineshead, mathématicien, logicien et philosophe naturel anglais.
- Werner von Urslingen, militaire et condottiere allemand.
- Wu Zhen, peintre, poète, calligraphe chinois.

## Crédit d'auteurs
- Cet article est partiellement ou en totalité issu de l'article intitulé « 1354 » (voir la liste des auteurs).